# Arquidiócesis de Nacianzo
Nacianzo (en griego: Ναζιανζός Nazianzós; en latín: Nazianzus) era una antigua ciudad y sede episcopal de la antigua Capadocia, y de la provincia romana de Capadocia, ubicada a veinticuatro millas romanas al sureste de Archelais.

## Historia
Se desconoce su historia en la antigüedad. Se convirtió en el pueblo turco de Nenizi o Bekarlar al este de Aksaray (antiguamente Archelais), en el valiato otomano de Iconio, pero a veces se lo ha identificado erróneamente con la Diocaesarea.
Los eruditos modernos sitúan su yacimiento cerca de Nenezigözü, en la Turquía asiática. Más concretamente, en el pueblo de Bekarlar, en el distrito de Gülağaç.

## Historia eclesiástica
Nacianzo, identificable con Bekarlar (antes Nenizi), en el distrito de Gülağaç, en Turquía, es una antigua sede episcopal de la provincia romana de Capadocia III en la diócesis del Ponto. Formaba parte del patriarcado de Constantinopla y era sufragánea de la archidiócesis de Mociso.
A principios del siglo IV, Nacianzo era sufragánea de Caesarea Mazaca; bajo el emperador Valente formaba parte de la segunda Capadocia, cuya metrópolis era Tiana. La diócesis está documentada en las Notitiae episcopatuum del patriarcado hasta el siglo XIV.
Nacianzo es conocida sobre todo porque fue el lugar de nacimiento del teólogo y escritor eclesiástico san Gregorio Nacianceno. Fue precedido por su padre, el obispo Gregorio I, y sucedido por su cognatus Eulalio. Otros obispos de Nacianzo son: Teodosio, que intervino en el concilio de Calcedonia de 451 y firmó la carta de los obispos de Capadocia al emperador León I en 458 tras la muerte de Proterio de Alejandría; Escolástico, que en 518 firmó una carta sinodal contra Severo de Antioquía y el partido monofisita; Teodoro, que participó en el tercer concilio de Constantinopla de 680; Miguel, que estuvo presente en el concilio Quinisexto de 692; Juan, que intervino en el concilio de Constantinopla de 879-880 que rehabilitó al patriarca Focio de Constantinopla; y finalmente Eusebio, enviado como embajador a Roma alrededor del año 885.
En la época del emperador Romano IV Diógenes (1068-1071), Nacianzo fue elevado al rango de sede metropolitana sin sufragáneos. Se conocen dos metropolitanos, Gregorio y Nicéforo, mencionados en los documentos patriarcales. Desde el siglo XVI, Nacianzo está incluida entre las sedes titulares de la Iglesia católica; el puesto está vacante desde el 24 de abril de 1999.

## Fuente
- «Nazianzus» en la Catholic Encyclopedia de 1913, Nueva York: Robert Appleton Company.